# Eli Kohen (ur. 1972)
Eli Kohen (hebr.: אלי כהן, ang.: Eli Cohen, ur. 3 października 1972 w Holonie) – izraelski ekonomista i polityk, od 2017 do 2020 minister gospodarki i przemysłu, w latach 2020–2021 minister wywiadu Izraela, od 2022 do 2024 minister spraw zagranicznych; od 2015 poseł do Knesetu.

## Życiorys
Urodził się 3 października 1972 w Holonie. Służbę wojskową ukończył w stopniu majora. Uzyskał tytuł zawodowy MSc w zakresie zarządzania na Uniwersytecie Telawiwskim a także bakalaureat z rachunkowości oraz z ekonomii i zarządzania na Otwartym Uniwersytecie Izraela w Ra’anannie. Na Uniwersytecie Telawiwskim pracował jako wykładowca, był także dyrektorem generalnym kilku w różnych krajach. Był wiceprezesem jednego z największych izraelskich przedsiębiorstw Ha-Szarat Ha-Jiszuw (ang. Israel Land Development Company, TASE: ILDC).
W wyborach parlamentarnych w 2015 po raz pierwszy dostał się do izraelskiego parlamentu.
23 stycznia 2017 zmienił swojego klubowego kolegę Moszego Kachlona na stanowisku ministra gospodarki i przemysłu w czwartym rządzie Binjamina Netanjahu.
W wyborach w kwietniu 2019 uzyskał reelekcję. 31 lipca przeszedł do Likudu wraz z Mosze Kachlonem i Tali Ploskow.
W 35 rządzie Izraela, od 17 maja 2020 do 13 czerwca 2021, był ministrem wywiadu. 29 grudnia 2022 objął tekę ministra spraw zagranicznych w 37 rządzie Izraela. W 2024 jego urząd przejął Jisra’el Kac.

## Życie prywatne
Jest żonaty, ma czworo dzieci. Mieszka w Holonie.